# Баяковский, Юрий Матвеевич
Баяковский Юрий Матвеевич (5 ноября 1937 года — 18 июня 2014 года) — учёный, кандидат физико-математических наук, доцент кафедры автоматизации систем вычислительных комплексов ВМК МГУ, заведующий лабораторией компьютерной графики и мультимедиа ВМК МГУ. Награждён двумя медалями «За трудовое отличие». Лауреат премии Совета Министров СССР (1985). Золотая медаль ВДНХ (1985). Член ACM (с 1971), ACM SIGGRAPH (с 1991), ACM Siggraph Computer Graphics Pioneers Club (с 1991), IEEE CS (с 1995).

## Биография
В 1960 году окончил Московский энергетический институт, факультет «Автоматики и вычислительной техники». По окончании учёбы работал в Институте прикладной математики АН СССР в должности инженера машины М-20 под руководством Кривоносова Э. Н. В 1963 году перешёл в программисты в 9-й отдел института. Участвовал в доводке машины «Весна» и подготовке её к государственным испытаниям. В число разработок, выполненных Баяковским и под его руководством, входят первый автокод и первая операционная система для ЭВМ М-20, оптимизирующий транслятор с расширенного Фортрана для БЭСМ-6 — ФОРЕКС, который широко применялся в ИПМ АН СССР и многих других организациях страны.
В 1964 году совместно с Т. А. Сушкевич на ЭВМ «Весна» впервые в СССР продемонстрировал применение машинной графики при выводе на характрон последовательности кадров, образующих короткий фильм с визуализацией обтекания цилиндра плазмой. В конце 1960-х годов под руководством Баяковского началась разработка библиотеки графических программ на Фортране Графор, который был реализован на большинстве существующих в то время в СССР ЭВМ и операционных систем с выводом практически на все имеющиеся графопостроители и графические дисплеи. В 1970 году с В. С. Штаркманом написал первый в СССР обзор по машинной графике, представленный затем как доклад на Вторую Всесоюзную конференцию по программированию. По-видимому, это первая публикация на русском языке, в которой появилось словосочетание «машинная графика». В 1974 году защитил диссертацию на соискание учёной степени кандидата физико-математических наук по теме «Анализ методов разработки графического обеспечения ЭВМ», выполненную под научным руководством Штаркмана. В 1981 году получил учёное звание старшего научного сотрудника.
В 1977 году занял должность начальника сектора, а с 1985 по 2003 год был заведующим отделом автоматизации проектирования и машинной графики. По его инициативе в ИПМ имени Келдыша РАН начаты работы по созданию алгоритмов и программных средств по физически корректному моделированию распространения света в различных средах, построенному на основе двунаправленной стохастической трассировки лучей. Это позволило решать широкий класс практических задач компьютерной графики и вычислительной оптики.
В 1990 году был принят в «Клуб пионеров компьютерной графики» ACM SIGGRAPH. В 1991 году стал одним из основных организаторов и председателем программного комитета конференции «Графикон» — первой международной конференции по компьютерной графике в СССР, проведённой совместно с американской группой SIGGRAPH Ассоциации вычислительной техники.
С 1983 года преподавал на ВМК МГУ курс «Машинная графика», который с 1994 становится обязательным для всех студентов. В 2002 году стал заведующим созданной на факультете ВМК МГУ лаборатории компьютерной графики и мультимедиа. Под его научным руководством защищено более сотни дипломных работ и 17 кандидатских диссертаций.

## Награды
- Премия Совета Министров СССР.
- Медали «За трудовое отличие» (1975, 1986).
- Золотая медаль ВДНХ СССР (24.06.1985) — за постановку задачи, разработку алгоритмов и программ, создание документации, организацию внедрения и сопровождения комплекса графических программ ГРАФОР.

## Избранные труды
- Штаркман В.С., Баяковский Ю.М. Машинная графика. — Препринт ИПМ АН СССР. — Москва: ИПМ, 1970.
- Баяковский Ю.М., Галактионов В.А. Графические протоколы // Автометрия. — 1978. — № 5. — С. 3—12.
- Баяковский Ю.М., Галактионов В.А., Михайлова Т.Н. Графор. Графическое расширение фортрана. — Москва: Наука, 1985.
- Bayakovsky Y. Computer Graphics Education Takes Off in the 1990s // Computer Graphics. — 1996. — Т. 30, № 3.
- Bayakovsky Y.,  Pervitsky A. Fundamentals on computer graphics and multimedia // GraphiCon. — 1996.
- Баяковский Ю.М., Галактионов В.А. О некоторых фундаментальных проблемах компьютерной (машинной) графики. // Информационные технологии и вычислительные системы. — 2004. — № 4. — С. 3—24.